# 24 septembre
Pour les articles homonymes, voir 24 septembre (homonymie).
24 août 24 octobre
Chronologies thématiques
- Croisades
- Ferroviaires
- Sports
- Disney
- Anarchisme
- Catholicisme

Abréviations / Voir aussi
- (° 1852) = né en 1852
- († 1885) = mort en 1885
- a.s. = calendrier julien
- n.s. = calendrier grégorien
- Calendrier
- Calendrier perpétuel
- Liste de calendriers
- Naissances du jour

Le 24 septembre est le 267e jour de l'année du calendrier grégorien, 268e lorsqu'elle est bissextile (il en reste ensuite 98).
C'est la dernière date possible mais peu fréquente pour l'équinoxe d'automne (ou de printemps) marquant le début de l'automne dans l'hémisphère nord terrestre et celui du printemps dans l'hémisphère sud.
C'est généralement aussi l'équivalent du 3 vendémiaire du calendrier républicain français, officiellement dénommé jour de la châtaigne.

## Événements

### XVIesiècle
- 1566 : Sélim II devient sultan ottoman.
- 1572 : le dernier héritier inca, Túpac Amaru, est décapité.

### XVIIesiècle
- 1621 : l'armée polonaise de Jan Karol Chodkiewicz se retranche dans la forteresse moldave de Khotin, bloquant ainsi l'avancée des Ottomans (bataille de Khotin).
- 1631 : découverte du cap Dorset, par l'explorateur Luke Fox.
- 1688 : début de la guerre de la Ligue d'Augsbourg.
- 1689 : victoire décisive de Louis-Guillaume de Bade-Bade, à la bataille de Niš, pendant la grande guerre turque.

### XVIIIesiècle
- 1762 : bataille navale de Manille (guerre de Sept Ans), victoire britannique sur les Espagnols.
- 1794 : deuxième bataille de Moutiers-les-Mauxfaits pendant la guerre de Vendée.

### XIXesiècle
- 1803 : réorganisation des corps d'infanterie français par le premier consul.
- 1812 :  Dans la guerre d'indépendance de l'Argentine, victoire de l'armée du Nord à la bataille de Tucumán.
- 1830 : formation du gouvernement provisoire de Belgique, pendant la révolution belge.
- 1841 : indépendance du royaume de Sarawak vis-à-vis du sultanat de Brunei, sous la pression britannique, James Brooke devenant le premier rajah blanc.
- 1853 : la Nouvelle-Calédonie est proclamée colonie française.
- 1877 : 
  - couronnement de Pōmare V comme roi de Tahiti.
  - victoire impériale décisive à la bataille de Shiroyama pendant la rébellion de Satsuma (révolte opposant les derniers samouraïs au nouveau gouvernement impérial japonais)

### XXesiècle
- 1941 : création du Comité national français, instance de la France libre qui tient lieu de gouvernement en exil, de 1941 à 1943 (seconde guerre mondiale).
- 1952 : disparition du sous-marin La Sibylle.
- 1957 : les neuf de Little Rock rentrent à l'école, protégés par la 101e division aéroportée, pendant la déségrégation raciale des États-Unis.
- 1960 : lancement du premier porte-avion nucléaire, le USS Enterprise.
- 1973 : la Guinée-Bissau se proclame indépendante.
- 1993 : Norodom Sihanouk est à nouveau couronné roi du Cambodge.
- 1996 : signature du traité d'interdiction complète des essais nucléaires.

### XXIesiècle
- 2015 : bousculade meurtrière du Hajj.
- 2017 : 
  - en Allemagne, la C.D.U./C.S.U. d'Angela Merkel conserve une majorité relative des sièges, lors des élections fédérales.
  - En France, la droite conserve la majorité au Sénat, à la suite d'élections sénatoriales partielles, au suffrage indirect.
  - référendum en Slovénie.
- 2019 : 
  - aux États-Unis, Nancy Pelosi, présidente de la Chambre des représentants au Congrès, annonce le lancement d'une procédure d'impeachment à l'encontre de Donald Trump.
  - Au Royaume-Uni, à l'unanimité, la Cour suprême déclare illégale, nulle et sans effet la prorogation du Parlement par Boris Johnson.
- 2023 : en France, à l'issue des élections sénatoriales, Les Républicains conservent leur majorité au Sénat[2].
- 2024 : second jour des bombardements israéliens au Liban qui font 77 morts de plus dont 15 enfants, 190 blessés ainsi que 500 000 déplacés[3].

## Arts, culture et religion
- 622 : début de l'an 1 de l'islam par l'hégire (l'exil), le départ de Mahomet (Muhammad) de la Mecque pour Médine, en Arabie médiévale.
- 1571 : faisant suite à la demande de la reine Jeanne III de Navarre, publication par Joanes Leizarraga de la traduction en basque du Nouveau Testament.
- 1906 : la Devils Tower devient le premier monument national des États-Unis.
- 1991 : sortie des albums musicaux Nevermind, du groupe Nirvana, et Blood Sugar Sex Magik, des Red Hot Chili Peppers.
- 1995 : diffusion de la série télévisée britannique « Orgueil et Préjugés » sur BBC One, d’après le roman de Jane Austen et dont l’action se déroule dans la campagne anglaise de la fin du XVIIIe siècle autour des Bennett & Darcy[4].

## Sciences et techniques
- 1789 : dans sa communication à l'Académie royale prussienne des sciences, Martin Heinrich Klaproth présente sa découverte de l'uranium.
- 1989 : en France, ouverture aux voyageurs de la branche ouest du TGV Atlantique, en direction du Mans.
- 2014 : la sonde indienne Mars Orbiter Mission est mise en orbite autour de la planète Mars.
- 2023 : la mission spatiale américaine OSIRIS-REx rapporte sur Terre des échantillons de l’astéroïde Bénou[5].

## Économie et société
- 1724 : en France, création de la Bourse de Paris.
- 1869 : scandale Fisk-Gould, à la Bourse de New York.
- 1948 : création de Honda Motors.
- 2000 : en France, adoption du quinquennat présidentiel par référendum.
- 2004 : Richard Virenque fait ses adieux de coureur cycliste à ses supporters depuis la scène de l'Olympia de Paris[6].

## Naissances

### Iersiècle
- 15 : Vitellius (Aulus Vitellius Germanicus, Imperator Augustus, en latin), huitième empereur romain, d'abord usurpateur puis légitimé, mais éphémère, du 19 avril au 22 décembre de l'année 69 de sa mort violente, appelée année des quatre empereurs dont lui-même en troisième des quatre chronologiquement († 22 décembre 69).

### XVesiècle
- 1452 : Jérôme Savonarole, frère dominicain, prédicateur et réformateur italien († 23 mai 1498).

### XVIIesiècle
- 1625 : Jean de Witt, homme d'État néerlandais, grand-pensionnaire des Provinces-Unies de 1653 à 1672 († 20 août 1672).

### XVIIIesiècle
- 1709 : John Cleland, romancier britannique († 23 janvier 1789).
- 1717 : Horace Walpole, écrivain et homme politique britannique († 2 mars 1797).
- 1754 : Louis Joseph Charlier, homme politique français, président de la Convention nationale en 1793 († 23 février 1797).
- 1795 : Antoine-Louis Barye, sculpteur français († 25 juin 1875).

### XIXesiècle
- 1801 : Mikhail Vasilevich Ostrogradski (Михайло Васильович Остроградський), mathématicien ukrainien († 1er janvier 1862).
- 1802 : Adolphe d'Archiac, géologue et paléontologue français († 24 décembre 1868).
- 1819 : Gaetano Chierici, préhistorien et archéologue italien († 3 janvier 1886).
- 1844 : Max Noether, mathématicien allemand († 13 décembre 1921).
- 1870 : Georges Claude, physicien et chimiste français († 21 mai 1960).
- 1871 : Lottie Dod, sportive britannique médaillée olympique en tir à l'arc et championne de tennis († 27 juin 1960).
- 1878 : Charles-Ferdinand Ramuz, écrivain et poète suisse († 23 mai 1947).
- 1880 : Sarah Knauss, supercentenaire américaine († 30 décembre 1999).
- 1882 : Max Decugis, joueur de tennis français, champion olympique († 6 septembre 1978).
- 1885 : Albert t'Serstevens, écrivain français d'origine belge († 21 mai 1974).
- 1886 : Edward Bach, médecin britannique († 27 novembre 1936).
- 1888 : Victor Delamarre, haltérophile canadien († 13 mars 1955).
- 1892 : Adélard Godbout, homme politique canadien, Premier ministre du Québec en 1936 († 18 septembre 1956).
- 1896 : 
  - Francis Scott Fitzgerald, écrivain américain († 21 décembre 1940).
  - Elsa Triolet, femme de lettres française, résistante († 16 juin 1970).

### XXesiècle
- 1902 : Rouhollah Khomeini (روح‌الله موسوی خمینی), homme politique et chef spirituel iranien († 3 juin 1989).
- 1905 :
  - Pierre-Horace Boivin, homme politique canadien († 17 mai 1994).
  - Howard Hughes, industriel et producteur de cinéma américain († 2 avril 1976).
- 1910 : Jean Servais, acteur belge († 17 février 1976).
- 1911 : Konstantin Tchernenko (Константин Устинович Черненко), homme politique soviétique, secrétaire général du PCUS de 1984 à 1985 († 10 mars 1985).
- 1915 : 
  - Angela Jurdak Khoury, diplomate libanaise († 29 mai 2011).
  - Mado Maurin, actrice française († 7 décembre 2013).
- 1919 : Gordon Carpenter, joueur de basket-ball américain († 8 mars 1988).
- 1920 : Leo Marks, cryptographe, scénariste et acteur britannique († 15 janvier 2001).
- 1923 :
  - Xavier Deniau, homme politique français († 29 mars 2011).
  - Fats Navarro (Theodore Navarro dit), musicien américain († 7 juillet 1950).
- 1924 : Nina Bocharova, gymnaste ukrainienne, championne olympique  († 31 août 2020).
- 1926 : Ricardo Maria Carles Gordo, prélat espagnol († 17 décembre 2013).
- 1927 :
  - René Ginet, zoologiste et spéléologue français († 7 janvier 2014).
  - Alfredo Kraus, artiste lyrique espagnol († 10 septembre 1999).
- 1930 :
  - Fernand Ouellette, poète, romancier et essayiste canadien.
  - John Young, astronaute américain († 5 janvier 2018).
  - Catherine Robbe-Grillet, écrivaine et actrice française.
- 1931 : 
  - Anthony Newley, acteur, scénariste et chanteur britannique († 14 avril 1999).
  - Mark Midler, escrimeur soviétique, double champion olympique († 31 mai 2012).
- 1932 : Dominique Michel (Aimée Sylvestre dite), actrice et chanteuse canadienne.
- 1933 : 
  - Raffaele Farina, prélat italien.
  - Anwar Ahmad Khan, joueur de hockey sur gazon pakistanais, champion olympique († 2 mai 2014).
- 1934 : 
  - John Brunner, écrivain britannique († 26 août 1995).
  - Yasutaka Tsutsui (筒井 康隆, ou Tsutsui Yasutaka), romancier et occasionnellement acteur japonais.
- 1936 : James Maury « Jim » Henson, marionnettiste américain († 16 mai 1990).
- 1939 : Michael Wadleigh, chef opérateur et documentariste américain.
- 1940 : Yves Navarre, écrivain français († 24 janvier 1994).
- 1941 : Linda McCartney, musicienne américaine du groupe Wings († 17 avril 1998).
- 1944 : Sven-Ole Thorsen, acteur, culturiste et karatéka danois.
- 1945 : Catherine Hubeau, actrice française.
- 1947 : Chico d'Agneau (Sam Choueka dit), co-animateur français de télévision et de radio.
- 1948 :
  - Gordon Clapp, acteur américain.
  - Philip Edward « Phil » Hartman, humoriste et acteur américain († 28 mai 1998).
- 1950 : 
  - Alain Montpetit, animateur de radio et de télévision canadien († 10 juin 1987).
  - Marie-Christine Adam, actrice française
- 1951 : Lorraine Pintal, actrice et directrice de théâtre canadien.
- 1956 : Hubert « Hubie » Brooks Jr., joueur de baseball américain.
- 1958 : Kevin Sorbo, acteur américain.
- 1959 : Denis D'Amour, musicien québécois du groupe Voivod († 26 août 2005).
- 1961 : 
  - Fiona Corke (en), actrice australienne.
  - Pierre Cosso, acteur et chanteur-compositeur français.
  - Luc Picard, acteur canadien.
  - Nancy Garapick, nageuse canadienne, double médaillée olympique.
- 1963 :
  - Yvetta Blanarovičová, chanteuse et actrice thèque d'origine slovaque.
  - Dorina Vaccaroni, fleurettiste italienne, championne olympique.
- 1964 : Rafael Palmeiro, joueur de baseball cubain.
- 1965 : Christophe Beaucarne, directeur de la photographie belge.
- 1967 : Lemine Ould Dadde, homme politique mauritanien.
- 1968 : Martin Petit, humoriste canadien.
- 1972 : Patrice Dubois, acteur canadien.
- 1976 :
  - Carlos Almeida, basketteur angolais.
  - Stephanie McMahon, dirigeante sportive américaine.
- 1978 : Miguel Abellán, matador espagnol.
- 1979 : Katja Kassin, actrice allemande.
- 1980 : 
  - John Riise, footballeur norvégien.
  - Aurélien Wiik, acteur français.
- 1982 : Cristian Daniel Ledesma, footballeur italien.
- 1985 :
  - Eric Adjetey Anang, sculpteur ghanéen.
  - Jessica Lucas, actrice canadienne.
  - Diego Silveti, matador mexicain.
  - Jonathan Soriano, footballeur espagnol.
  - Eleanor Catton, écrivaine néo-zélandaise.
- 1986 : Lionel Bringuier, musicien et chef d'orchestre français.
- 1987 : 
  - Grey Damon, acteur américain.
  - Brit Morgan, actrice américaine.
- 1988 : Kim English, basketteur américain.
- 1990 : 
  - Izïa Higelin, chanteuse française.
  - Danielle Lappage, lutteuse canadienne.
- 1991 : 
  - Owen Farrell, joueur de rugby à XV anglais.
  - Oriol Romeu, footballeur espagnol.
- 1993 : Jessy Pi, footballeur français.
- 1995 : Alexandra Botez, joueuse d'échecs américano-canadienne.

### XXIesiècle
- 2006 : Paul Seixas, coureur cycliste français.

## Décès

### VIIIesiècle
- 768 : Pépin le Bref, roi des Francs de 751 à 768 (° 714).

### XIIesiècle
- 1143 : Innocent II (Gregorio Papareschi dit), 164e pape de l'Église catholique romaine, en fonction de 1130 à 1143 (° inconnue).

### XVesiècle
- 1435 : Isabeau de Bavière, reine de France, veuve de Charles VI et mère de Charles VII (° 1371).
- 1438 : Jacques II, roi consort de Naples de 1415 à 1419, comte de la Marche et de Castres (° 1370).
- 1482 : Richard Puller de Hohenbourg, noble alsacien, brûlé vif à Zurich avec son valet Anton Mätzler pour sodomie (° inconnue).

### XVIesiècle
- 1537 : Jean Ruel, médecin et botaniste français (° vers 1479).
- 1541 : Paracelse (Philippus Theophrastus Aureolus Bombastus von Hohenheim dit), médecin, alchimiste et astrologue suisse (° 1493).

### XVIIesiècle
- 1621 : Jan Karol Chodkiewicz, grand hetman de Lituanie de 1605 à 1621 (° 1560).

### XVIIIesiècle
- 1715 : Dom Pérignon (Pierre Pérignon dit), moine français (° 16 janvier 1639).
- 1789 : Johann Nikolaus Seip, théologien luthérien allemand (° 20 décembre 1789).

### XIXesiècle
- 1813 : André Grétry, compositeur français (° 8 février 1741).
- 1834 : Pierre Ier, empereur du Brésil de 1822 à 1831 et régent du Portugal de 1832 à 1834 (° 12 octobre 1798).
- 1851 : Jean Gheneser, militaire du Premier Empire d'origine russe (° 12 septembre 1766).
- 1859 : Emanuel Larsen, peintre danois (° 15 septembre 1823).
- 1875 : William Walker (en), compositeur américain d'Amazing Grace (° 6 mai 1809).
- 1877 : Takamori Saigō (西郷 隆盛), samouraï japonais (° 23 janvier 1828).
- 1886 : Jules Duboscq, photographe français (° 5 mars 1817).
- 1899 : Benjamin Raspail, peintre, graveur et homme politique français (° 16 août 1823).

### XXesiècle
- 1916 : Pauline Erdmannsdörfer-Fichtner, pianiste et compositrice allemande (° 28 juin 1847).
- 1945 : Hans Geiger, physicien allemand (° 30 septembre 1882).
- 1948 : Warren William, acteur américain (° 2 décembre 1894).
- 1961 : Charles Bareiss, résistant alsacien pendant la Seconde Guerre mondiale (°4 octobre 1904).
- 1962 : 
  - Sam McDaniel, acteur américain (° 28 janvier 1886).
  - Charles Reisner (dit parfois Charles F. Riesner), réalisateur et assistant, acteur, scénariste et producteur américain (° 14 mars 1887).
- 1969 : Warren McCulloch, neurologue américain (° 16 novembre 1898).
- 1978 : Paul-Jacques Bonzon, écrivain français (° 31 août 1908).
- 1981 : Patsy Kelly (Bridget Sarah Veronica Rose Kelly dite), actrice américaine (° 12 janvier 1910).
- 1982 : Sarah Churchill, actrice britannique (° 7 octobre 1914).
- 1984 : Neil Hamilton, acteur américain (° 9 septembre 1899).
- 1987 : Georges-Léon Pelletier, prélat canadien (° 19 août 1904).
- 1991 : Theodor Seuss Geisel, écrivain, poète, illustrateur, auteur de littérature d'enfance et de jeunesse, scénariste, prosateur et animateur américain (° 2 mars 1904).
- 1993 : Bruno Pontecorvo, physicien italien, britannique puis soviétique puis russe (° 22 août 1913).
- 1996 : Zeki Müren, chanteur, compositeur et acteur turc (° 6 décembre 1931).
- 1997 : 
  - Anton Kehle, hockeyeur sur glace allemand (° 8 novembre 1947).
  - Torgny Wickman, réalisateur, scénariste, photographe et parolier suédois (° 22 avril 1911).
  - Ernest Will, archéologue et professeur d'université français (° 25 avril 1913).
- 1998 : Ardalion Ignatyev, athlète de sprint soviétique puis russe (° 22 décembre 1930).
- 1999 : 
  - Ester Boserup, économiste danoise (° 18 mai 1910).
  - Anneli Cahn Lax, mathématicienne américaine (° 23 février 1922).
- 2000 : 
  - Jean Malléjac, cycliste sur route français (° 19 juillet 1929).
  - Gabrielle Vincent, écrivaine et illustratrice belge (° 9 septembre 1928).

### XXIesiècle
- 2002 : Michael « Mike » Lewis Webster, joueur de football américain (° 18 mars 1952).
- 2003 : Lyle Bettger, acteur américain (° 13 février 1915).
- 2004 :
  - Pierre de Hauteclocque, résistant français (° 10 février 1910).
  - Raja Ramanna (ರಾಜಾ ರಾಮಣ್), physicien indien (° 28 janvier 1925).
  - Françoise Sagan (Françoise Quoirez dite), romancière française (° 21 juin 1935).
- 2006 :
  - Philippe Latulippe, athlète canadien (° 16 mars 1919).
  - Émilie Mondor, athlète de fond canadienne (° 29 avril 1981).
  - Padmini, actrice indienne (° 12 juin 1932).
  - Thomas Stewart, chanteur lyrique américain (° 29 août 1939).
- 2006 : Itziar Lozano, psychologue hispano-mexicaine (° 1941).
- 2008 : André Boyer, homme politique français (° 14 mai 1931).
- 2009 : Nelly Arcan, femme de lettres canadienne (° 5 mars 1973).
- 2010 : Guennadi Ianaïev, homme politique soviétique puis russe (° 26 août 1937).
- 2011 : François-Georges Dreyfus, historien et politologue français (° 13 septembre 1928).
- 2012 : Pierre Adam, cycliste sur piste français (° 24 avril 1924).
- 2013 :
  - Jacqueline de Chambrun, pédiatre et résistante française (° 20 décembre 1920).
  - Pietro Farina, évêque italien (° 7 mai 1942).
  - Anthony Lawrence, journaliste britannique (° 12 août 1912).
  - Maurice Tubiana, oncologue français (° 25 mars 1920).
  - Viktor Zinger, hockeyeur sur glace soviétique puis russe (° 29 octobre 1941).
- 2014 : Christopher Hogwood, claveciniste et chef d'orchestre britannique (° 10 septembre 1941).
- 2015 : Ghazanfar Roknabadi, homme politique et diplomate iranien (° 21 mars 1966).
- 2016 :
  - Bill Nunn (William Goldwyn Nunn III dit), acteur américain (° 20 octobre 1953).
  - Buckwheat Zydeco, accordéoniste, claviériste et chanteur de zydeco américain (° 14 novembre 1947).
- 2017 : 
  - André Ascencio, footballeur français (° 4 juin 1938).
  - Washington Benavides, poète et musicien uruguayen (° 3 mars 1930).
  - Gisèle Casadesus, comédienne française (° 14 juin 1914).
  - Kit Reed, femme de lettres américaine (° 7 juin 1932).
- 2018 :
  - Vicente Bianchi, pianiste, chef d'orchestre et compositeur chilien (° 27 janvier 1920).
  - Norm Breyfogle, dessinateur de comics américain (° 27 février 1960).
  - Ida Grinspan, déportée à Auschwitz et survivante de la Shoah française (° 19 novembre 1929).
  - Jim Brogan, footballeur international écossais (° 5 juin 1944).
- 2019 : Abdellah Kadiri, militaire et homme politique marocain (° 20 mai 1937).
- 2020 :
  - Robert Bechtle, peintre américain (° 14 mai 1932).
  - Jaime Blanco, homme politique espagnol (° 1er mai 1944).
  - Colette Giudicelli, femme politique française (° 24 novembre 1943).
  - Corine Rottschäfer, mannequin et reine de beauté néerlandaise, couronnée Miss Monde 1959 (° 8 mai 1938).
- 2021 :
  - Maxime Blasco, Pee Wee Ellis, Eugeniusz Faber,
  - Renée Moreau, militante et résistante (° 23 septembre 2019).
  - Waka Nathan, Grey Ruthven.
  - Paul Quilès, homme politique français (° 27 janvier 1942).
- 2022 : Hudson Austin, Bill Blaikie, Jean Charles, Chris Davidson, Marie-Louise Fort, Kitten Natividad, Jean Ravier, Pharoah Sanders, Amin Tarokh.
- 2023 :
  - Félix Ayo, violoniste italien (° 1er juillet 1933).
  - Pascal Bejui, expert des chemins de fer, ferroviphile, écrivain, cadreur, reporter et éditeur français (° 20 novembre 1953).
  - Viktor Belenko, ingénieur aéronautique et conférencier soviétique puis américain (° 15 février 1947).
  - Dorra Bouzid, journaliste, pharmacienne, critique d'art et animatrice culturelle tunisienne (° 1933).
  - Léon Fatous, homme politique français (° 11 février 1926).
- 2024 :
  - Jean Chélini, historien médiéviste français (° 9 février 1931).
  - Francis Fox, avocat et homme politique canadien (° 2 décembre 1939).
  - Pierre-William Glenn, directeur de la photographie et réalisateur français (° 31 octobre 1943).
  - Amadou-Mahtar M'Bow, homme politique sénégalais (° 20 mars 1921).
  - Julián Muñoz, homme politique espagnol (° 24 novembre 1948).
  - Tavana Salmon, tatoueur français (° 13 janvier 1920).

## Célébrations
- Journée mondiale de Bollywood[7]
- Journée mondiale des rivières[8]
- Afrique du Sud : journée du patrimoine célébrant le patrimoine culturel de tous les peuples d'Afrique du Sud.
- Barcelone & Catalogne (Espagne) : la Mercè.
- Guinée-Bissau : fête nationale de l'anniversaire de l'indépendance vis-à-vis du Portugal.
- Nouvelle-Calédonie : fête de la citoyenneté.

### Saints des Églises chrétiennes

#### Catholiques et orthodoxes
Saints du jour, :
- Anatole de Milan († IIe siècle) évêque de Milan.
- Andoche († IIe siècle) prêtre, Thyrse, diacre, et Félix, martyrs.
- Coprios (VIe siècle), moine en Palestine.
- Germer († v. 658), Abbé de Flay.
- Géry de Cambrai († 625), évêque.
- Loup de Lyon († 542), évêque de Lyon.
- Rustique de Clermont († 446), évêque de Clermont.
- Terence de Pesaro (it) († 247) évêque de Pesaro.

#### Saints et bienheureux catholiques
Saints et béatifiés du jour :
- Antoine Gonzalez († 1637), prêtre dominicain espagnol martyr au Japon.
- Antoine Martin Slomšek (it) († 1862), évêque slovène et bienheureux.
- Colombe Gabriel († 1926), bienheureuse religieuse polonais et fondatrice des bénédictines de la charité[11].
- Dalmace Moner (en) († 1341), bienheureux prêtre catalan, membre de l'ordre dominicain.
- Gérard de Csanád († 1047), évêque martyr.
- Hermann Contract († 1054), ascète allemand et bienheureux.
- Incarnation Gil Valls († 1936), vierge espagnole et martyre de la guerre civile espagnole.
- Isarn de Marseille († 1048), abbé de l'abbaye Saint-Victor de Marseille.
- Joseph Ferrer Botella († 1936), bienheureux prêtre et martyr de la guerre civile espagnole.
- Joseph Marie Fernandiz Hernandez († 1936), bienheureux prêtre et martyr de la guerre civile espagnole.
- Joseph Ferragud Girbès († 1936), Laïc espagnol et martyr de la guerre civile espagnole.
- Pacifique de San Severino († 1721), franciscain réformé.
- Ramon Roca Buscallà († 1936) clarétain espagnol et martyr de la guerre civile espagnole.
- Robert de Knaresborough (en) († 1218), ermite anglais et bienheureux.
- Robert Hardesty († 1589), prêtre et bienheureux anglais, martyr.
- Notre-Dame de Walsingham, fête en Angleterre, particulièrement dans le sanctuaire de Houghton Saint Giles[12].
- William Spenser († 1589), prêtre et bienheureux anglais, martyr.

#### Saint orthodoxe
Saint du jour, aux dates éventuellement "juliennes" / orientales :
- Étienne de Serbie († 1224), roi et évangélisateur.
- Galaction († 1612), Martyr.
- Nicandre de Pskov († 1581), moine.
- Silouane de l'Athos († 1938), moine.

### Prénoms
Anatole.
Et aussi  :
- Maogad et ses variantes autant bretonnes : Maelgant, Malgauld (voir encore les Margaud par exemple les 16 novembre).
- Aux Mercedes et ses variantes voire diminutifs : Merced, Mercede, Mercedez, Merche (prononcer [Mertché]) ; Dolorès, Yoyes et leurs variantes fêtées les 15 septembre.
- Aux Thècle, Tekl et la variante féminine Tekla ou [Tékla] de ce dernier.

## Traditions et superstitions

### Dictons du jour (et des3 octobre)
- « À la saint-Gérard, du vin fait bon marc. »[13]
- « À la saint-Gérard, les noix sont mûres pour toi et pour moi. »[14]

### Astrologie
- Signe du zodiaque : deuxième jour du signe astrologique de la Balance.

## Toponymie
- Plusieurs voies, places, sites ou édifices de pays ou provinces francophones contiennent la date du jour dans leur nom sous différentes graphies possibles : voir Vingt-Quatre-Septembre.